# Alfonso I de Tui
Alfonso va ser un religiós del regne de Lleó, bisbe de Tui vers l'any 1022.
Aquest bisbe va viure en un moment en què la diòcesi i ciutat de Tui havien patit atacs dels musulmans per la seva proximitat al riu Miño, i després de Viliulfo se sap que hi hagué altres bisbes, com Pelayo, però el millor documentat és Alfonso. Un document de 1012 esmenta que va donar en préstec la vila de Vinea, atorgada per Alfons IV de Lleó, a Nuño Suárez, un familiar seu, que la va guardar per a sí i els seus descendents en quedar vacant la seu de Tui a la mort d'Alfonso; no seria recobrada fins al 1112, durant l'episcopat d'Alfons II.
S'esmenta que durant un atac dels normands, aquests es van endur captius el bisbe i altres prelats, alguns dels quals van ser executats i altres venuts. Tot i que no s'esmenta qui, Enrique Flórez creu que el captiu va ser Alfonso, perquè és el darrer abans d'esdevenir seu vacant. Així, amb la seva mort, s'inicia un període de seu vacant, que s'estendria fins al 1071. No obstant això, hi ha documents que esmenten a Suero Bermúdez, bisbe de Dume, com a bisbe de Tui el 1022, de fet, l'actual episcopologi de la diòcesi així ho recull, però probablement només com a titular, perquè la ciutat no comptava aleshores amb prelats residents a la localitat. A més, duraria molt poc, perquè el rei va acabar agregant la diòcesi de Tui a la de Santiago.